# Chiesa di San Maurizio (Rapallo)
La chiesa di San Maurizio è un luogo di culto cattolico situato nella frazione di San Maurizio di Monti nel comune di Rapallo, nella città metropolitana di Genova. La chiesa è sede della parrocchia omonima del vicariato di Rapallo-Santa Margherita Ligure della diocesi di Chiavari.

## Storia

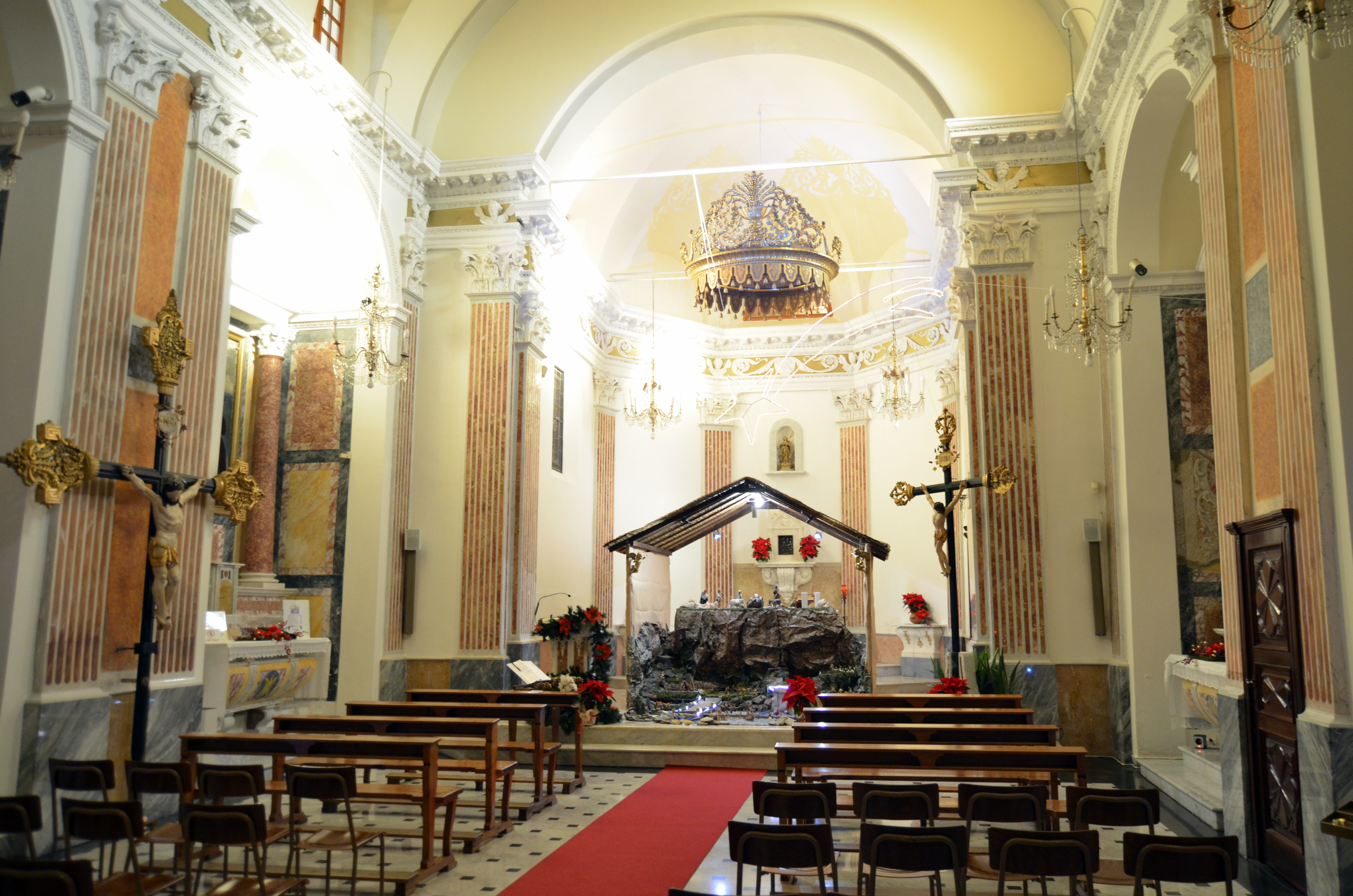
La navata interna

La prima citazione di un edificio di culto nella frazione collinare è risalente al 21 marzo del 1190 dove, in un lascito testamentario, la vedova di Guilienzone de Munteio lasciava alla chiesa (ecclesie Sancti Mauricii de Monte) cinque soldi per messe in suffragio dello scomparso marito. La stessa quota verrà lasciata dai fratelli Opizzo e Ospinello Tartaro (Imperiali), il 7 settembre del 1213, per il legato Nicola Calciavacca. Ulteriori documenti e atti legati al paese e alla locale chiesa sono documentati nei secoli XIII, XIV, XV e XVI.
Nel 1574, il 22 marzo, la cura delle parrocchie di San Maurizio di Monti, di San Giacomo di Canevale e di San Nicolò di Coreglia Ligure vengono affidate al reverendo Francesco Aries su decisione dell'arcivescovo di Genova Cipriano Pallavicino. Nel 1582 la chiesa viene visitata da monsignor Francesco Bossi dove, nella relazione del religioso, viene disposta la demolizione di due altari laterali.
Nel 1616 vengono eseguiti nuovi lavori alla struttura interna con lo spostamento del coro a levante e altri ampliamenti verranno realizzati nella seconda metà del XIX secolo con l'aggiunta, tra gli altri interventi ampliativi, di due cappelle laterali; un'annotazione del 1882 di Angelo Remondini descrive chiaramente le misure interne della chiesa: 20 metri di lunghezza, 8 metri di larghezza e 16 metri di altezza. Nei primi anni del XX secolo è posizionato nella cantoria, sopra l'ingresso, l'organo a canne costruito dalla ditta Gaetano Cavalli di Lodi e restaurato nel 1994.
L'attiguo campanile è stato edificato tra il 1934 e il 1935; la fine dei lavori venne solennemente onorata, il 12 maggio, dal vescovo di Chiavari monsignor Amedeo Casabona. Il 18 settembre del 1966 il vescovo chiavarese Francesco Marchesani benedisse il nuovo concerto di campane. Nel 1991 è stata realizzata la nuova pavimentazione in marmo bianco con blocchetti di ardesia.
Nuovi lavori alla facciata, rivista con l'aggiunta di un affresco raffigurante il santo titolare della chiesa e la vallata di San Maurizio di Monti sopra il portone principale, e al vicino campanile sono stati eseguiti nel 2010.

## Descrizione

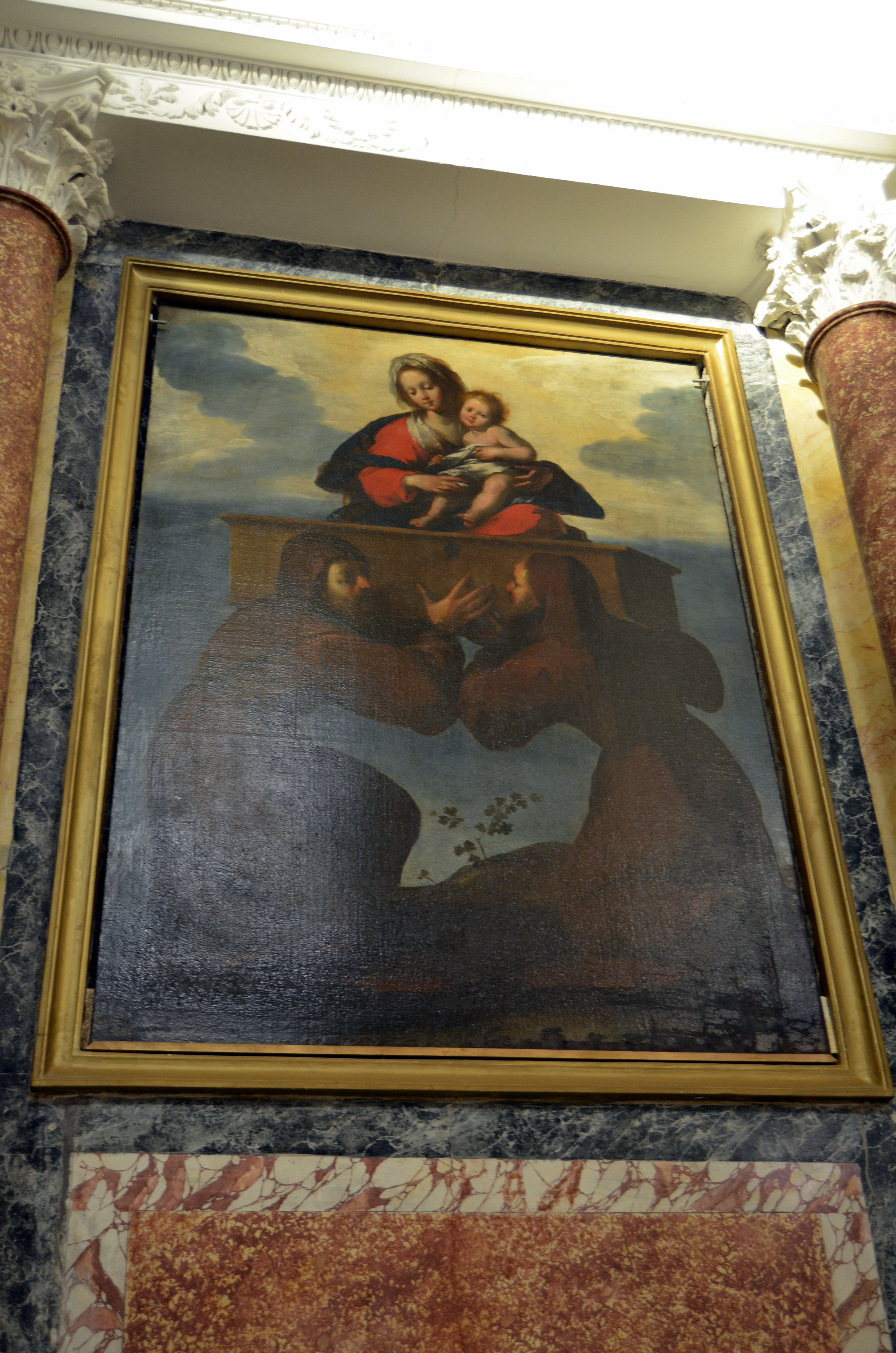
Apparizione della Madonna Odigitria, tela di Bernardo Strozzi.

La struttura si presenta a navata unica e a pianta longitudinale. Nell'altare dedicato al santo titolare della chiesa, la prima cappella di sinistra, è presente una statua lignea del santo, opera ottocentesca dello scultore Antonio Canepa di Santa Maria del Campo. Il successivo altare, già intitolato alla Madonna del Carmelo, conserva un'effigie ritraente San Giuseppe e sant'Antonio abate. Altra opera del Canepa è la statua in legno di Nostra Signora del Rosario nell'omonimo altare.
La più importante opera pittorica conservata nella chiesa è la tela di Bernardo Strozzi raffigurante l'Apparizione della Madonna Odigitria, soggetto inconsueto nell'arte pittorica ligure (e del nord Italia in generale) e più tradizionalmente diffuso nell'iconografia dell'Italia meridionale. Il dipinto è stato "scoperto" per caso durante un restauro conservativo della tela tra gli anni 1991-1992. I successivi e approfonditi studi sul quadro hanno permesso, oltre alla rimozione delle ridipinture effettuate dopo la sua realizzazione, di attribuire l'opera ad un giovane Strozzi che probabilmente lo dipinse intorno al 1610 su commissione della stessa comunità parrocchiale frazionale. Dieci anni esatti dopo, tra il 2010 e il 2011, il quadro è stato sottoposto ad un nuovo restauro conservativo - soprattutto per la rimozione delle muffe in alcune parti del dipinto - e nuovamente collocato nella sua nicchia all'interno della chiesa di San Maurizio.